# Signe Bagger-Jörgensen
Signe Maria Bagger-Jörgensen, född Lennmor 1878, död 11 maj 1941 i Stockholm, var en svensk konstnär. Hon var gift med byråchefen i lantmäteriet Lars Olof Bagger-Jörgensen.
Bagger-Jörgensen studerade vid Konstakademin i Stockholm 1900–1906 samt under studieresor till bland annat Paris och Italien. Hon ställde ut med bland annat Konstföreningen för södra Sverige och Föreningen Svenska Konstnärinnor. Hennes konst består av landskapsmålningar och etsningar.